# Leopoldino Gomes Loureiro
Leopoldino Gomes Loureiro, ou simplesmente Leopoldino Loureiro (Póvoa de Varzim, Póvoa de Varzim, 1882 - Póvoa de Varzim, Póvoa de Varzim, 11 de Fevereiro de 1942), foi um professor primário, filantropo e jornalista português.

## Biografia
Começou a sua vida, ainda muito novo, por aprendiz de Tipógrafo. Conseguiu, porém, aos 18 anos concluir o Curso do Magistério Primário na Escola Normal do Porto, e, em seguida, foi exercer a sua profissão para a Escola da Freguesia de Beiriz. Foi Professor das Escolas Primárias Superiores, e regressou ao seu antigo cargo quando estas foram extintas.
Dedicou grande esforço à organização dalgumas colectividades desportivas, recreativas e de assistência e educação.
Escreveu durante muitos anos para alguns jornais poveiros. Foi um dos fundadores d' "O Comércio da Póvoa de Varzim", em 1903, com António dos Santos Graça, Carlos de Almeida Braga, José Eduardo Pinheiro, Júlio Dias Vieira de Sousa, Bernardino Pinheiro e o Padre Afonso dos Santos Soares